# Великая Терновка (Акимовский район)
Великая Терновка (укр. Велика Тернівка) — село,
Новоданиловский сельский совет,
Акимовский район,
Запорожская область,
Украина.
Код КОАТУУ — 2320382403. Население по переписи 2001 года составляло 729 человек.

## Географическое положение
Село Великая Терновка находится на левом берегу реки Большой Утлюк, ниже по течению на расстоянии в 2 км и на противоположном берегу расположено село Новоданиловка. Река в этом месте пересыхает.

## История
- 1860 — дата основания как колония болгар Терновка.
- По состоянии на 1886 год в колонии Терновка проживало 615 жителей, работала школа.

В 1945 г. село Терновка-Вторая переименовано в Великую Терновку.

## Объекты социальной сферы
- Школа
- Детский сад «Росинка»
- Свято-Георгиевский храм